# Клоп рапсовый
Клоп ра́псовый (лат. Eurydema oleracea) — клоп из семейства щитников (Pentatomidae).

## Распространение
Палеарктический вид, распространён во всей Европе (кроме севера Скандинавии), в Казахстане, Передней и Средней Азии и в Северной Африке. В России он обитает повсеместно, кроме районов Крайнего Севера и Дальнего Востока.

## Описание
Рисунок на теле изменчивый и состоит из тёмных и светлых пятен. Тёмные пятна чёрного, синевато-чёрного или зеленовато-чёрного с металлическим отливом цвета. Светлые пятна бежевого, жёлтого, оранжевого, красного или близкого к белому цвета. Нижняя сторона тела сперва белого или светло-желтоватого цвета, затем после зимы становится чёрной. Длина тела от 6 до 9 мм. 

## Образ жизни
За год развивается только одно поколение. Спаривание проходит после зимовки с конца апреля до конца мая. Яйца откладывает в два ряда на листья и стебли культурных растений. Личинки развиваются с июня по июль. Питаются соком растений семейства крестоцветных, делая в них проколы.

## Хозяйственное значение
Рапсовый клоп является вредителем крестоцветных культур, таких как капуста, редис, репа, брюква и др. 

## Изображения

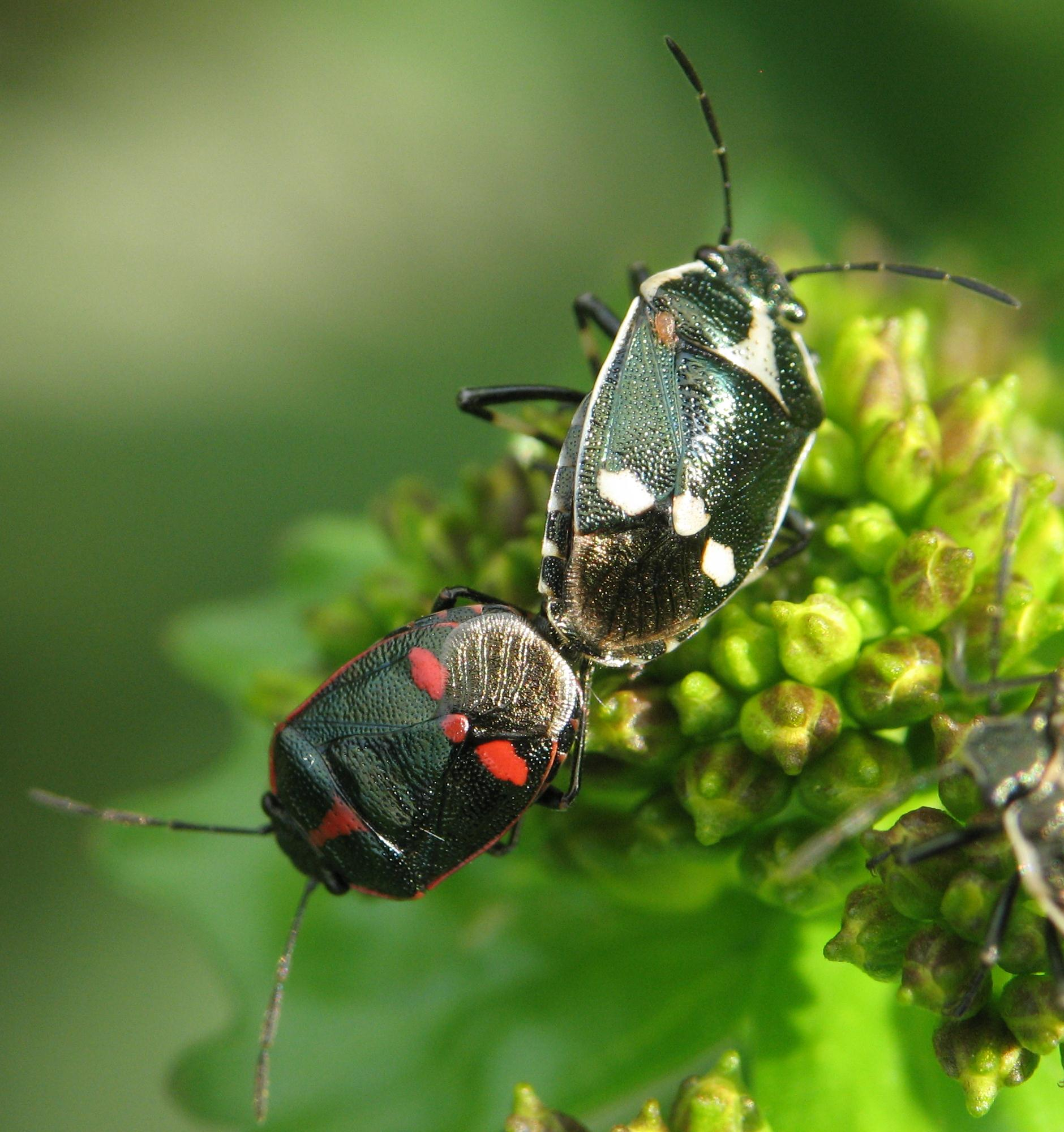
Спаривание
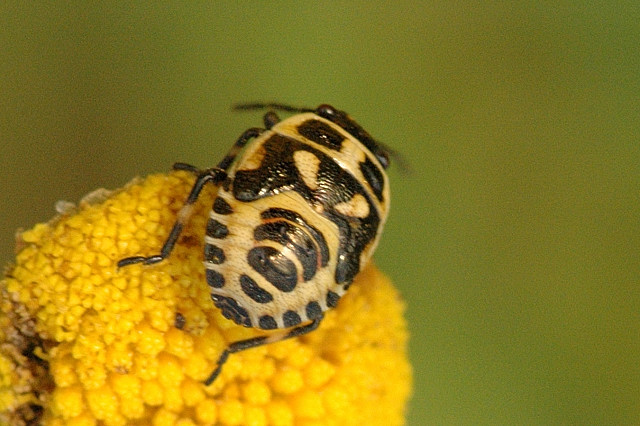
Личинка
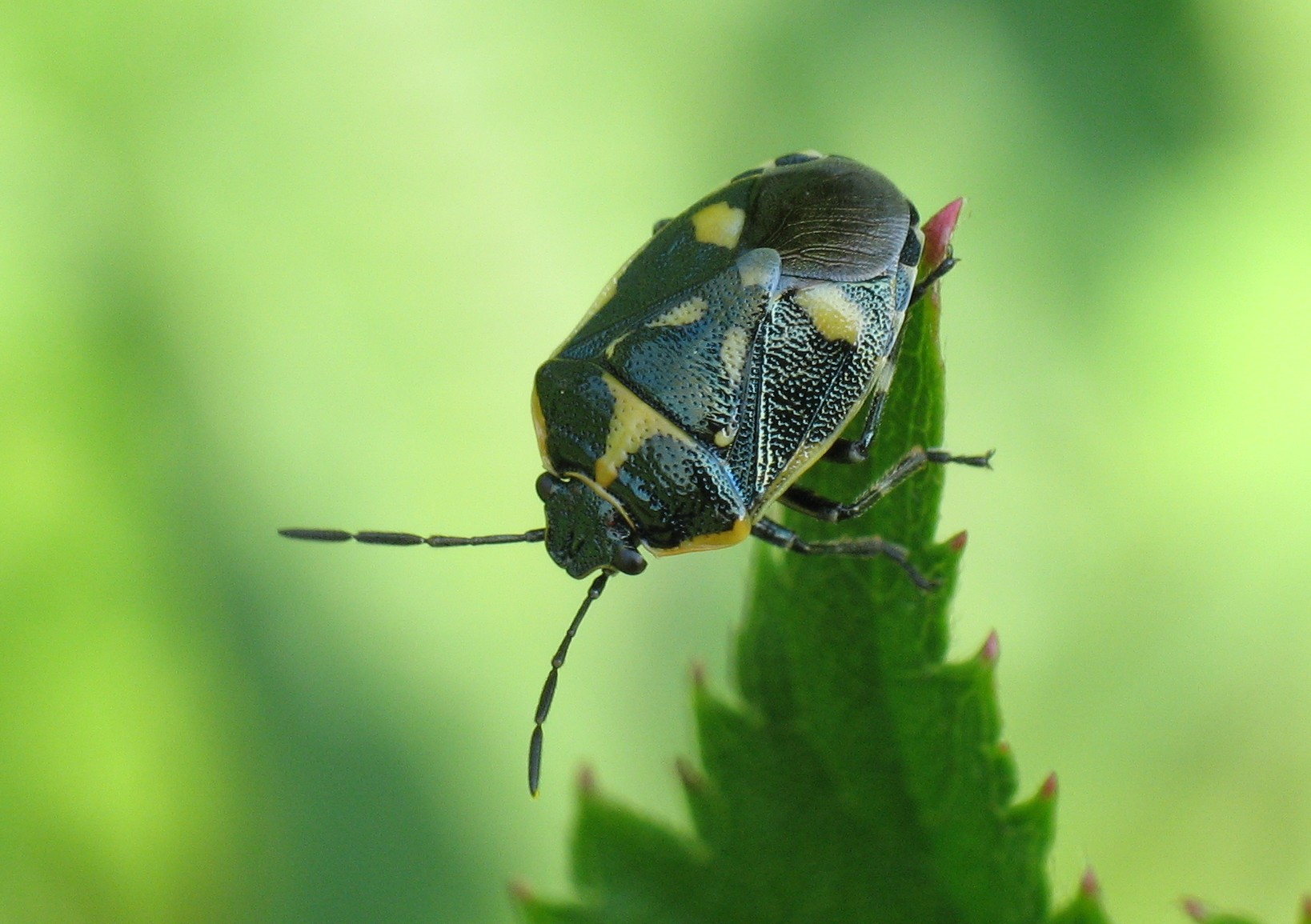
Взрослая особь
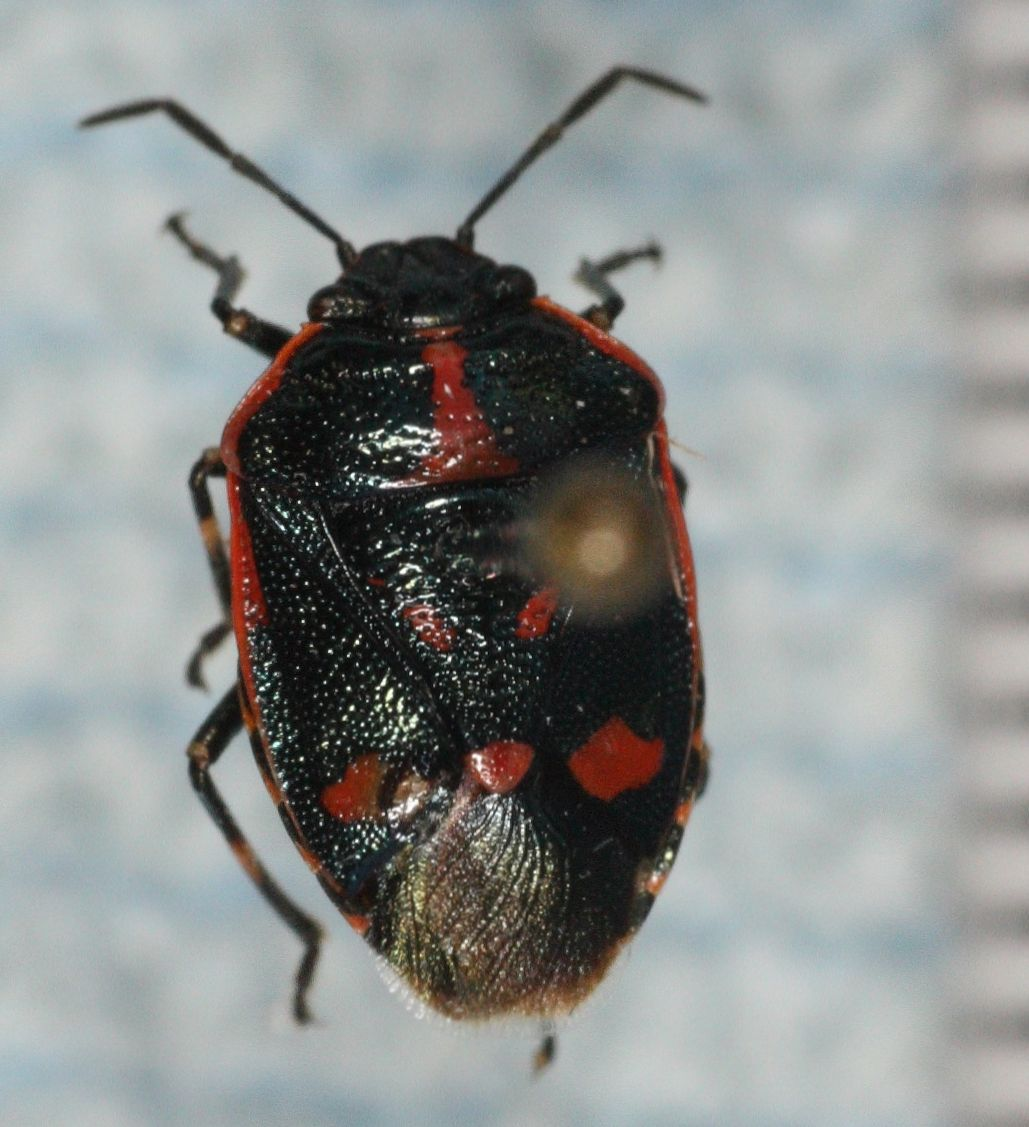